# Chance en Colombia
El chance es una variante de la lotería, que se arraigó como un hábito de apuesta predominante en los niveles socioeconómicos de la base de la pirámide social, y que con poco dinero le permite a las personas apostar. De acuerdo con Elkin Castaño, gerente de Paga Todo, el juego empezó inicialmente en la costa Atlántica procedente de Cuba aunque hoy en día es un hábito común del colombiano que busca obtener un dinero adicional para sus gastos a través de las ganancias de este juego. 
A diferencia de las loterías, que cuentan con precios estandarizados por billete y premios grandes, el chance le permite a las personas apostar desde $500 pesos colombianos escogiendo un número al azar de una, dos, tres o cuatro cifras y ganar de manera proporcional a su apuesta. Esta modalidad de juego de azar funciona apostando a la lotería o sorteo que la persona escoja, se escogen 4 cifras, en el mismo orden por cada peso apostado, y se gana $4.500 pesos colombianos por peso. Si una persona apuesta $1.000 se puede ganar hasta $4’500.000 en una conjugación de 1 a 10 mil números. Si juega a 3 cifras, directo, son $400 por cada peso apostado. Es decir, que las posibilidades de ganar son más altas y con un desembolso menor se gana más si haces un chance de 200
Esta modalidad le permite a las personas tener más control frente a la cantidad que quieren apostar y lo que pueden llegar a ganar. Además, se ha convertido en una modalidad de apuesta que participa con el 41% del mercado de apuestas en el país, lo que le da un peso importante en la cultura de las apuestas y los juegos de azar en el país, superando en más de 30 puntos a sus seguidores: las loterías y el Baloto que se reparten la torta con el 11 por ciento cada una.